# Lemeška banja
Lemeška banja je nekada poznato termalno lječilište u bačkom selu Lemešu, AP Vojvodina, Republika Srbija.
Nalazi se sjeverozapadno od sela Lemeša, na bačkoj terasi na nadmorskoj visini od 93 metra. 
Kompleks ovog lječilišta obuhvaća oko 20 hektara. U vlasništvu je države. Korisnik je Mjesna zajednica.

## Osnova
Osnova za ove toplice su ovdašnje ljekovito blato, voda iz termalnog izvora, jezerce i kupalište.
Temperatura geotermalnih voda u ovim toplicama po zadnjim mjerenjima iznosi 73° C.

## Povijest
Sagrađena je 1885. godine. Raspolagala je dobrom infrastrukturom. U prošlosti je bila razvijena. Za ove je toplice napravljena kupališna zgrada s kadama i mostom, a dali su ju podignuti seoska uprava i nekolicina zakupitelja ovih toplica. Zgrada je bila slična onoj koja se danas može vidjeti na jezeru Paliću. Središnja zgrada imala je restoran i sobe za spavanje. Lječilište je imalo dva velika bazena. Kupalište su otvorili liječnici.
Oko jezerca bio je zasađen park. Jezero je bilo dovoljno veliko i duboko da se po njemu moglo ploviti jedrilicama.
Nekad je privlačila mnogobrojne goste koji su ovamo dolazili iz bližih i iz dalekih krajeva. Bila je tradicionalnim odredištem. 
1928. je godine vodu analizirala Kraljevski kemijski laboratorij u Beogradu. Institut za fizikalnu medicinu i rehabilitaciju u Beogradu je za ovu vodu rekao da je ljekovita. Laboratijskim ispitivanjem peloida utvrđeno je da su također ljekoviti. 
Godinu poslije, 1929., Državni kemijski labaratorij zaključio je da se voda iz ovih toplica može koristiti u balneoterapiji i to za kupanje. Preporučio ju je kao dodatno sredstvo liječenja u sklopu medicinske rehabilitacije kod ovih bolestiju: kroničnog inflamatornog, degenerativno i ekstraartikularnog reumatizma te posljedica trauma. 
Voda iz ovih toplica po ljekovitosti vode ravna je vodi iz poznatih toplica »Harkanj« u Mađarskoj, a ljekovito blato onome iz Igala u Crnoj Gori.
1950-ih je sagrađen prvi bazen uz ovo lječilište, koji je onda bio prvi bazen u somborskoj općini. 
Vremenom, zbog nemara i inih razloga, danas je ovo toplično mjesto 1970-ih napušteno i ugašeno. Od nje se danas vidi samo donekle vidi kako je ovdje nekad bilo. Od »toplica je ostala središnja zgrada koja je oronula te ostatci dvaju velikih bazena. Nema više zgrade s kadama i svlačionicama.
Lječilište je napušteno 1973. godine i od onda polako propada. Ironično je da je 1980-ih završen drugi bazen koji je bio namijenjen ovom lječilištu, ali taj bazen nikada nije dobio uporabnu dozvolu te nikada službeno nije bio u funkciji. 
Uska stazica koju su obrubile srebrne topole i stoljetne platane ne vodi nikamo.
Od nekadašnjih toplica ostao je toponim u imenu Kupališne ulice.
Za oživljenje ovih toplica angažirala se gradska organizacija G17+ Sombora i savjet MZ Svetozar Miletić koji pokušava pronaći ulagače.

## Anegdote
Postoji priča kako se voda iz lemeških toplica koristila za krivotvorenje nalaza. Kad se planiralo izgraditi toplice u Bezdana, laboratorij nije dobio vodu iz Bezdana, nego iz lemeških toplica.